# オースミダイドウ
オースミダイドウは日本の競走馬。おもな勝鞍はデイリー杯2歳ステークス、野路菊ステークス、白百合ステークス。馬名の由来は、「冠名＋大同」。

## 戦績

### 2歳
2006年6月18日、京都競馬場芝1200mの新馬戦でデビュー（阪神競馬場改修工事のための代替開催）。武豊騎乗に加え直前の調教内容から単勝1.2倍と圧倒的な支持を集める。レースは好スタートからスピードの違いでハナを奪って自らのペースに持ち込み、タイムこそ平凡だったものの2着に5馬身差で勝利を収める。
初勝利後は約3ヶ月間自厩舎で調整を続け、2戦目は中京競馬場芝1800mの野路菊ステークスに出走する（初戦同様阪神競馬場改修工事のための代替開催）。一気に600mの距離延長のここでも単勝1.2倍の支持を集める。初戦同様ハナを奪いそのまま2着に2馬身差を付け2連勝を飾る。
3戦目は暮れの朝日杯フューチュリティステークスの前哨戦となるデイリー杯2歳ステークスに出走。重賞のここでも単勝1.3倍の支持を集めた。ここまで2戦と違い控える競馬で道中は終始掛かり気味での追走となるが、最後の直線残り100mで先頭に立ち2着以下の混戦を尻目に3連勝を飾る。
4戦目の朝日杯フューチュリティステークスでは、ここまで主戦騎手を務めてきた武豊が同日に開催された香港国際競走に騎乗のため、オリビエ・ペリエに乗り替わることとなった。それでも単勝2.1倍の1番人気に支持された。レースは他に逃げる馬がおらず、押し出されるようにハナに立った。道中は終始外へ外へ逃げる形になりいつものスムーズな走りが見られず、最後の直線で2番手に後退、一瞬差し返す勝負根性をみせるが、最後は外から飛んできた勝ち馬ドリームジャーニーにも交わされ3着に敗れた。しかし、このとき左橈骨遠位端骨折を発症していたため、いつもの伸びを欠いていたものであった。

### 3歳
骨折休養後は、NHKマイルカップで復帰を果たす。休養明けにもかかわらず、2番人気に支持された。レースではスタート後から先頭集団に取り付くものの、直線で伸びを欠き12着に敗れた。
その後は、当初予定していた東京優駿には出走せず、前日の白百合ステークスに出走した。他の馬よりも重い負担重量58キロを背負うことになり、そのあたりも影響してか1番人気はメイショウレガーロに譲った。レースではスタートから逃げに出ると、4コーナーでは差が縮まり、そのまま馬群に沈むかと思われたが、後続の追撃を振り切り、見事に復活勝利を収めた。しかし、6月26日に前回の骨折箇所である左前膝に骨膜炎を発症していることが判明し、その後療養することとなった。

### 4歳
休養後初戦は、京都金杯。しかし、14着だった。その後小倉大賞典では4番人気に支持され、積極的に前で競馬をするも3コーナーあたりで失速してブービーの15着だった。続く阪急杯では14着、休養をはさんで出走した初のダート競走であるエニフステークスでは12着、続く室町ステークスではブービーの15着、オーロカップでは11着、ディセンバーステークスではシンガリ負けの11着、2008ファイナルステークスではブービーの17着と大敗が続いた。

### 5歳
この年デビュー以来管理してきた調教師の中尾正が2月28日をもって引退することを受け中尾秀正厩舎へと移籍した。
長期休養を終えて京洛ステークスで復帰、道中逃げるものの直線で後退して6着に終わった。続く京阪杯では終始後方のまま14着と大敗した。続く尾張ステークスでは2戦2勝と相性のいい中京コースということで久々に3番人気と上位人気に支持され好位追走も伸び切れず9着に終わった。

### 6歳
この年の緒戦は東風ステークス。10番人気と低評価だったが、4着と久々に掲示板を確保した。続くメイステークスでは2・3番手追走も直線で一杯になり7着に敗れた。米子ステークスでは先団追走も直線で失速し16着と大敗した。

### 7歳
淀短距離ステークスから始動、道中逃げるものの直線で後退し10着と大敗した。その後、3月18日付で中央競馬の登録を抹消し、園田に移籍した。移籍初戦となった12月1日の西宮えべっさんの酒特別に出走するも故障発症し競走中止。
その後、競走馬を引退した。引退後は土佐黒潮牧場に引き取られ余生を送っている。

## 競走成績
| 年月日 | 年月日 | 年月日 | 競馬場 | 競走名                 | 格     | 頭数 | オッズ （人気） | オッズ （人気） | 着順 | 騎手       | 斤量 [kg] | 距離（馬場）  | タイム （上り3F） | タイム 差 | 勝ち馬/（2着馬）       |
| ------ | ------ | ------ | ------ | ---------------------- | ------ | ---- | --------------- | --------------- | ---- | ---------- | --------- | ------------- | ----------------- | --------- | ---------------------- |
| 2006.  | 06.    | 18     | 京都   | 2歳新馬                |        | 10   | 01.2            | 0（1人）        | 01着 | 武豊       | 54        | 芝1200m（稍） | 1:11.6 (35.2)     | -0.8      | （マイネルカーロ）     |
|        | 09.    | 17     | 中京   | 野路菊S                | OP     | 10   | 01.2            | 0（1人）        | 01着 | 武豊       | 54        | 芝1800m（良） | 1:49.3 (34.2)     | -0.3      | （ケイアイマイスキー） |
|        | 10.    | 14     | 京都   | デイリー杯2歳S         | GII    | 13   | 01.3            | 0（1人）        | 01着 | 武豊       | 55        | 芝1600m（良） | 1:34.3 (34.6)     | -0.1      | （ローレルゲレイロ）   |
|        | 12.    | 10     | 中山   | 朝日杯FS               | GI     | 15   | 02.1            | 0（1人）        | 02着 | O.ペリエ   | 55        | 芝1600m（良） | 1:34.6 (35.7)     | -0.2      | ドリームジャーニー     |
| 2007.  | 05.    | 06     | 東京   | NHKマイルC             | JpnI   | 18   | 06.7            | 0（2人）        | 12着 | 岩田康誠   | 57        | 芝1600m（稍） | 1:35.5 (36.9)     | -1.2      | ピンクカメオ           |
|        | 05.    | 26     | 中京   | 白百合S                | OP     | 13   | 04.4            | 0（3人）        | 01着 | 武豊       | 58        | 芝1800m（良） | 1:47.2 (35.1)     | -0.0      | （コンティネント）     |
| 2008.  | 01.    | 05     | 京都   | 京都金杯               | GIII   | 16   | 22.1            | 0（8人）        | 14着 | 和田竜二   | 55        | 芝1600m（良） | 1:35.1 (36.1)     | -1.5      | エイシンデピュティ     |
|        | 02.    | 09     | 小倉   | 小倉大賞典             | JpnIII | 16   | 08.9            | 0（4人）        | 15着 | 和田竜二   | 55        | 芝1800m（良） | 1:50.5 (38.5)     | -2.8      | アサカディフィート     |
|        | 03.    | 02     | 阪神   | 阪急杯                 | GIII   | 16   | 59.0            | （13人）        | 14着 | 長谷川浩大 | 56        | 芝1400m（良） | 1:22.4 (36.2)     | -1.7      | ローレルゲレイロ       |
|        | 09.    | 27     | 阪神   | エニフS                | OP     | 16   | 08.4            | 0（4人）        | 12着 | 武豊       | 55        | ダ1400m（良） | 1:24.8 (38.4)     | -1.3      | アイスドール           |
|        | 10.    | 25     | 京都   | 室町S                  | OP     | 16   | 18.0            | 0（7人）        | 15着 | 浜中俊     | 54        | ダ1200m（良） | 1:12.4 (38.4)     | -2.3      | カルナバリート         |
|        | 11.    | 16     | 東京   | オーロC                | OP     | 18   | 24.1            | （10人）        | 11着 | 村田一誠   | 53        | 芝1400m（良） | 1:21.7 (35.2)     | -1.2      | ヤマニンエマイユ       |
|        | 12.    | 20     | 中山   | ディセンバーS          | OP     | 11   | 17.6            | 0（9人）        | 11着 | 村田一誠   | 55        | 芝1800m（良） | 1:48.7 (36.9)     | -1.2      | トウショウシロッコ     |
|        | 12.    | 28     | 阪神   | ファイナルS            | OP     | 18   | 81.8            | （15人）        | 17着 | 武幸四郎   | 53        | 芝1600m（良） | 1:36.1 (36.5)     | -1.4      | フィールドベアー       |
| 2009.  | 11.    | 07     | 京都   | 京洛S                  | OP     | 18   | 80.5            | （12人）        | 06着 | 小牧太     | 53        | 芝1200m（良） | 1:07.7 (34.1)     | -0.1      | エイシンタイガー       |
|        | 11.    | 28     | 京都   | 京阪杯                 | GIII   | 18   | 49.6            | （11人）        | 14着 | C.ルメール | 56        | 芝1200m（良） | 1:08.7 (33.6)     | -1.1      | プレミアムボックス     |
|        | 12.    | 27     | 中京   | 尾張S                  | OP     | 15   | 07.3            | 0（3人）        | 09着 | 鮫島良太   | 55        | 芝1200m（良） | 1:08.1 (34.3)     | -0.8      | ヘッドライナー         |
| 2010.  | 03.    | 14     | 中山   | 東風S                  | OP     | 14   | 55.8            | （10人）        | 04着 | 岩田康誠   | 55        | 芝1200m（良） | 1:34.3 (35.3)     | -0.4      | フィフスペトル         |
|        | 05.    | 22     | 東京   | メイS                  | OP     | 16   | 58.5            | （10人）        | 06着 | 勝浦正樹   | 55        | 芝1800m（良） | 1:46.5 (37.5)     | -0.4      | ショウワモダン         |
|        | 07.    | 04     | 阪神   | 米子S                  | OP     | 18   | 10.2            | 0（5人）        | 16着 | 浜中俊     | 53        | 芝1600m（良） | 1:35.3 (37.5)     | -1.5      | タマモナイスプレイ     |
| 2011.  | 01.    | 10     | 京都   | 淀短距離S              | OP     | 18   | 59.7            | （12人）        | 10着 | 渡辺薫彦   | 55        | 芝1200m（良） | 1:09.6 (36.0)     | -0.8      | ショウナンカザン       |
| 2012.  | 12.    | 01     | 園田   | 西宮えべっさんの酒特別 | A1     | 12   | 08.8            | 0（5人）        | 中止 | 三野孝徳   | 57        | ダ1400m（良） |                   |           | タガノブリガデイロ     |

## 血統表
| オースミダイドウの血統（サンデーサイレンス系（ヘイルトゥリーズン系） / Northern Dancer5×4=9.38%） | オースミダイドウの血統（サンデーサイレンス系（ヘイルトゥリーズン系） / Northern Dancer5×4=9.38%） | オースミダイドウの血統（サンデーサイレンス系（ヘイルトゥリーズン系） / Northern Dancer5×4=9.38%） | （血統表の出典）      | （血統表の出典）  |
| 父 スペシャルウィーク 1995 黒鹿毛                                                                 | 父の父*サンデーサイレンス Sunday Silence 1986 青鹿毛                                              | Halo                                                                                              | Hail to Reason        | Hail to Reason    |
| 父 スペシャルウィーク 1995 黒鹿毛                                                                 | 父の父*サンデーサイレンス Sunday Silence 1986 青鹿毛                                              | Halo                                                                                              | Cosmah                |                   |
| 父 スペシャルウィーク 1995 黒鹿毛                                                                 | 父の父*サンデーサイレンス Sunday Silence 1986 青鹿毛                                              | Wishing Well                                                                                      | Understanding         | Understanding     |
| 父 スペシャルウィーク 1995 黒鹿毛                                                                 | 父の父*サンデーサイレンス Sunday Silence 1986 青鹿毛                                              | Wishing Well                                                                                      | Mountain Flower       |                   |
| 父 スペシャルウィーク 1995 黒鹿毛                                                                 | 父の母キャンペンガール 1987 鹿毛                                                                  | マルゼンスキー                                                                                    | Nijinsky II           | Nijinsky II       |
| 父 スペシャルウィーク 1995 黒鹿毛                                                                 | 父の母キャンペンガール 1987 鹿毛                                                                  | マルゼンスキー                                                                                    | *シル                 |                   |
| 父 スペシャルウィーク 1995 黒鹿毛                                                                 | 父の母キャンペンガール 1987 鹿毛                                                                  | レディーシラオキ                                                                                  | *セントクレスピン     | *セントクレスピン |
| 父 スペシャルウィーク 1995 黒鹿毛                                                                 | 父の母キャンペンガール 1987 鹿毛                                                                  | レディーシラオキ                                                                                  | ミスアシヤガワ        |                   |
| 母 ストームティグレス 1995 青鹿毛                                                                 | 母の父Storm Cat 1983 黒鹿毛                                                                       | Storm Bird                                                                                        | Northern Dancer       | Northern Dancer   |
| 母 ストームティグレス 1995 青鹿毛                                                                 | 母の父Storm Cat 1983 黒鹿毛                                                                       | Storm Bird                                                                                        | South Ocean           |                   |
| 母 ストームティグレス 1995 青鹿毛                                                                 | 母の父Storm Cat 1983 黒鹿毛                                                                       | Terlingua                                                                                         | Secretariat           | Secretariat       |
| 母 ストームティグレス 1995 青鹿毛                                                                 | 母の父Storm Cat 1983 黒鹿毛                                                                       | Terlingua                                                                                         | Crimson Saint         |                   |
| 母 ストームティグレス 1995 青鹿毛                                                                 | 母の母*アンファンテ Infantes 1980 鹿毛                                                            | Exclusive Native                                                                                  | Raise a Native        | Raise a Native    |
| 母 ストームティグレス 1995 青鹿毛                                                                 | 母の母*アンファンテ Infantes 1980 鹿毛                                                            | Exclusive Native                                                                                  | Exclusive             |                   |
| 母 ストームティグレス 1995 青鹿毛                                                                 | 母の母*アンファンテ Infantes 1980 鹿毛                                                            | Keep a Secret                                                                                     | Never Bend            | Never Bend        |
| 母 ストームティグレス 1995 青鹿毛                                                                 | 母の母*アンファンテ Infantes 1980 鹿毛                                                            | Keep a Secret                                                                                     | Secret Story F-No.1-s |                   |